# Oreobolus goeppingeri
Oreobolus goeppingeri är en halvgräsart som beskrevs av Karl Suessenguth. Oreobolus goeppingeri ingår i släktet Oreobolus och familjen halvgräs. Inga underarter finns listade i Catalogue of Life.